# Leichtathletik-Weltmeisterschaften 1997/4 × 100 m der Männer
Die 4-mal-100-Meter-Staffel der Männer bei den Leichtathletik-Weltmeisterschaften 1997 wurde am 9. und 10. August 1997 im Olympiastadion der griechischen Hauptstadt Athen ausgetragen.
Weltmeister wurde Kanada in der Besetzung Robert Esmie (Halbfinale/Finale), Glenroy Gilbert, Bruny Surin und Donovan Bailey sowie dem im Vorlauf außerdem eingesetzten Carlton Chambers.
Den zweiten Platz belegte Nigeria (Osmond Ezinwa, Olapade Adeniken, Francis Obikwelu, Davidson Ezinwa).
Bronze ging an Großbritannien mit Darren Braithwaite, Darren Campbell, Douglas Walker (Finale) und Julian Golding sowie dem im Halbfinale außerdem eingesetzten Dwain Chambers und dem im Vorlauf außerdem eingesetzten Marlon Devonish.
Auch die nur im Vorlauf eingesetzten Läufer erhielten entsprechendes Edelmetall. Rekorde und Bestleistungen standen dagegen nur den tatsächlich laufenden Athleten zu.

## Bestehende Rekorde
| Weltrekord | 37,40 s | USA (Carl Lewis, Dennis Mitchell, Leroy Burrell, Michael Marsh)    | OS in Barcelona, Spanien          | 8. August 1992  |
| Weltrekord | 37,40 s | USA (Jon Drummond, Andre Cason, Dennis Mitchell und Leroy Burrell) | WM 1993 in Stuttgart, Deutschland | 21. August 1993 |
| WM-Rekord  | 37,40 s | USA (Jon Drummond, Andre Cason, Dennis Mitchell und Leroy Burrell) | WM 1993 in Stuttgart, Deutschland | 21. August 1993 |

Der bestehende WM-Rekord wurde bei diesen Weltmeisterschaften nicht eingestellt und nicht verbessert.
- Es gab zwei Weltjahresbestleistungen:
  - 37,95 s – Nigeria (Osmond Ezinwa, Olapade Adeniken, Francis Obikwelu, Davidson Ezinwa), Finale, 10. August
  - 37,86 s – Kanada (Robert Esmie, Glenroy Gilbert, Bruny Surin, Donovan Bailey), Finale, 10. August
- Zwei Staffeln stellten vier Kontinentalrekorde auf:
  - Südamerikarekord in 38,28 s – Brasilien (Vicente de Lima, Claudinei da Silva, Robson da Silva, Édson Ribeiro), 2. Vorlauf, 9. August
  - Südamerikarekord in 38,17 s – Brasilien (Vicente de Lima, Claudinei da Silva, Robson da Silva, Édson Ribeiro), 2. Halbfinallauf, 9. August
  - Asienrekord in 38,44 s – Japan (Satoru Inoue, Kōji Itō, Hiroyasu Tsuchie, Nobuharu Asahara), 2. Vorlauf, 9. August
  - Asienrekord in 38,31 s – Japan (Satoru Inoue, Kōji Itō, Hiroyasu Tsuchie, Nobuharu Asahara), 2. Halbfinallauf, 9. August
- Acht Staffeln stellten neun Nationalrekorde auf:
  - 38,41 s – Ghana (Abu Dua, Eric Nkansah, Aziz Zakari, Emmanuel Tuffour), 1. Vorlauf, 9. August
  - 38,12 s – Ghana (Abu Dua, Eric Nkansah, Aziz Zakari, Emmanuel Tuffour), 1. Halbfinallauf, 9. August
  - 39,62 s – Slowenien (Marko Stor, Urban Acman, Tomaz Bozic, Gregor Breznik), 2. Vorlauf, 9. August
  - 39,90 s – Liberia (Kouty Mawenh, Sayon Cooper, Robert M. Dennis, Edward Neufville), 2. Vorlauf, 9. August
  - 39,09 s – Bahamas (Renward Wells, Andrew Tynes, Dennis Darling, Joseph Styles), 3. Vorlauf, 9. August
  - 39,46 s – Irland (Kevin Cogley, Gary Ryan, Dennis Darling, Neil Ryan), 3. Vorlauf, 9. August
  - 38,74 s – Griechenland (Alexandros Genovelis, Thomas Sbokos, Georgios Panagiotopoulos, Angelos Pavlakakis), 4. Vorlauf, 9. August
  - 39,05 s – Katar (Jassim Abbas, Sultan Al-Sheeb, Sulaiman Jama Yusuf, Saad Al-Kuwari), 4. Vorlauf, 9. August
  - 38,60 s – Spanien (Frutos Feo, Venancio Jose, Jordi Mayoral, Carlos Berlanga), 1. Halbfinallauf, 9. August

## Vorrunde
Die Vorrunde wurde in vier Läufen durchgeführt. Die ersten drei Staffeln pro Lauf – hellblau unterlegt – sowie die darüber hinaus vier zeitschnellsten Teams – hellgrün unterlegt – qualifizierten sich für das Halbfinale.

### Vorlauf 1
9. August 1997, 18:30 Uhr
| Platz | Staffel  | Besetzung                                                             | Zeit (s)                             |
| ----- | -------- | --------------------------------------------------------------------- | ------------------------------------ |
| 1     | Ghana    | Abu Dua Eric Nkansah Aziz Zakari Emmanuel Tuffour                     | 38,46 NR                             |
| 2     | Schweden | Patrik Lövgren Torbjörn Mårtensson Torbjörn Eriksson Peter Karlsson   | 39,04                                |
| 3     | Ukraine  | Aleksey Chikhachov Sergey Osovich Oleg Kramarenko Wladyslaw Dolohodin | 39,32                                |
| 4     | Mexiko   | Carlos Villaseñor Alejandro Banda Jaime López Juan Pedro Toledo       | 39,93                                |
| DNF   | USA      | Brian Lewis Tim Montgomery Dennis Mitchell Maurice Greene             |                                      |
| DNS   | Jamaika  | Donovan Powell Dennis Mowatt Garth Robinson Elston Cawley             |                                      |
| DNS   | Zypern   | Keine Benennung der Staffelbesetzung                                  | Keine Benennung der Staffelbesetzung |

### Vorlauf 2
9. August 1997, 18:38 Uhr
| Platz | Staffel    | Besetzung                                                             | Zeit (s) |
| ----- | ---------- | --------------------------------------------------------------------- | -------- |
| 1     | Brasilien  | Vicente de Lima Claudinei da Silva Robson da Silva Édson Ribeiro      | 38,31 SR |
| 2     | Kanada     | Carlton Chambers (Vorlauf) Glenroy Gilbert Bruny Surin Donovan Bailey | 38,36    |
| 3     | Japan      | Satoru Inoue Kōji Itō Hiroyasu Tsuchie Nobuharu Asahara               | 38,44 AS |
| 4     | Nigeria    | Osmond Ezinwa Olapade Adeniken Francis Obikwelu Davidson Ezinwa       | 38,46    |
| 5     | Portugal   | Paulo Neves Mario Barbosa Paulo Figeiredo Carlos Calado               | 39,37    |
| 6     | Slowenien  | Marko Stor Urban Acman Tomaz Bozic Gregor Breznik                     | 39,62 NR |
| 7     | Neuseeland | Gus Nketia Chris Donaldson Paul Gibbons Donald MacDonald              | 39,66    |
| 8     | Liberia    | Kouty Mawenh Sayon Cooper Robert M. Dennis Edward Neufville           | 39,90 NR |

### Vorlauf 3
9. August 1997, 18:46 Uhr
| Platz | Staffel        | Besetzung                                                                            | Zeit (s)                      |
| ----- | -------------- | ------------------------------------------------------------------------------------ | ----------------------------- |
| 1     | Großbritannien | Darren Campbell Marlon Devonish (Vorlauf) Darren Braithwaite Julian Golding          | 38,47                         |
| 2     | Frankreich     | Emmanuel Bangué Frederic Krantz Olivier Théophile (Vorlauf/Halbfinale) Stéphane Cali | 38,80                         |
| 3     | Spanien        | Frutos Feo Venancio José Jordi Mayoral Carlos Berlanga                               | 38,87                         |
| 4     | Polen          | Marcin Krzywański Dariusz Adamczyk Piotr Balcerzak Ryszard Pilarczyk                 | 39,00                         |
| 5     | Bahamas        | Renward Wells Andrew Tynes Dennis Darling Joseph Styles                              | 39,09 NR                      |
| 6     | Irland         | Kevin Cogley Gary Ryan Dennis Darling Neil Ryan                                      | 39,46 NR                      |
| 7     | Kamerun        | Alfred Moussambani Issa Ntheppe Serge Bengono Claude Toukene                         | 39,73                         |
| DSQ   | Elfenbeinküste | N’Dri Pacome Jean-Olivier Zirignon Ahmed Douhou Ibrahim Méité                        | IAAF Rule 170.7 Wechselfehler |

### Vorlauf 4
9. August 1997, 18:54 Uhr
| Platz | Staffel      | Besetzung                                                                      | Zeit (s)                             |
| ----- | ------------ | ------------------------------------------------------------------------------ | ------------------------------------ |
| 1     | Kuba         | Alfredo García-Baró Misael Ortíz Iván García Luis Alberto Pérez-Rionda         | 38,64                                |
| 2     | Griechenland | Alexandros Genovelis Thomas Sbokos Georgios Panagiotopoulos Angelos Pavlakakis | 38,74 NR                             |
| 3     | Italien      | Andrea Amici Giovanni Puggioni Carlo Occhiena Sandro Floris                    | 38,97                                |
| 4     | Katar        | Jassim Abbas Sultan Al-Sheeb Sulaiman Jama Yusuf Saad Al-Kuwari                | 39,05 NR                             |
| 5     | Ungarn       | Viktor Kovács Miklós Gyulai Szabolcs Alexa Gábor Dobos                         | 39,38                                |
| 6     | Australien   | Ryan Witnish Damien Marsh Steve Brimacombe Rod Mapstone                        | 39,39                                |
| DNS   | Fidschi      | Keine Benennung der Staffelbesetzung                                           | Keine Benennung der Staffelbesetzung |

## Halbfinale
In den beiden Halbfinalläufen qualifizierten sich die jeweils ersten vier Staffeln – hellblau unterlegt – für das Finale.

### Halbfinallauf 1
9. August 1997, 20:50 Uhr
| Platz | Staffel        | Besetzung                                                                            | Zeit (s) |
| ----- | -------------- | ------------------------------------------------------------------------------------ | -------- |
| 1     | Ghana          | Abu Dua Eric Nkansah Aziz Zakari Emmanuel Tuffour                                    | 38,12 NR |
| 2     | Großbritannien | Dwain Chambers (Halbfinale) Darren Campbell Darren Braithwaite Julian Golding        | 38,25    |
| 3     | Spanien        | Frutos Feo Venancio José Jordi Mayoral Carlos Berlanga                               | 38,60 NR |
| 4     | Frankreich     | Emmanuel Bangué Frederic Krantz Olivier Théophile (Vorlauf/Halbfinale) Stéphane Cali | 38,71    |
| 5     | Italien        | Andrea Amici Giovanni Puggioni Carlo Occhiena Sandro Floris                          | 38,77    |
| 6     | Polen          | Marcin Krzywański Dariusz Adamczyk Piotr Balcerzak Ryszard Pilarczyk                 | 38,79    |
| 7     | Katar          | Jassim Abbas Sultan Al-Sheeb Sulaiman Jama Yusuf Saad Al-Kuwari                      | 39,53    |
| DNF   | Griechenland   | Alexandros Genovelis Thomas Sbokos Georgios Panagiotopoulos Angelos Pavlakakis       |          |

### Halbfinallauf 2
9. August 1997, 20:58 Uhr
| Platz | Staffel   | Besetzung                                                              | Zeit (s) |
| ----- | --------- | ---------------------------------------------------------------------- | -------- |
| 1     | Nigeria   | Osmond Ezinwa Olapade Adeniken Francis Obikwelu Davidson Ezinwa        | 37,94 WL |
| 2     | Kuba      | Alfredo García-Baró Misael Ortíz Iván García Luis Alberto Pérez-Rionda | 38,06    |
| 3     | Kanada    | Robert Esmie Glenroy Gilbert Bruny Surin Donovan Bailey                | 38,15    |
| 4     | Brasilien | Vicente de Lima Claudinei da Silva Robson da Silva Édson Ribeiro       | 38,17 SR |
| 5     | Japan     | Satoru Inoue Kōji Itō Hiroyasu Tsuchie Nobuharu Asahara                | 38,31 AS |
| 6     | Schweden  | Patrik Lövgren Torbjörn Mårtensson Torbjörn Eriksson Peter Karlsson    | 38,89    |
| 7     | Bahamas   | Renward Wells Andrew Tynes Dennis Darling Joseph Styles                | 39,12    |
| DNF   | Ukraine   | Aleksey Chikhachov Sergey Osovich Oleg Kramarenko Wladyslaw Dolohodin  |          |

## Finale
10. August 1997, 19:55 Uhr
| Platz | Staffel        | Besetzung | Zeit (s)                      |
| ----- | -------------- | --- | ----------------------------- |
| 1     | Kanada         | Robert Esmie (Halbfinale/Finale) Glenroy Gilbert Bruny Surin Donovan Bailey im Vorlauf außerdem: Carlton Chambers                                     | 37,86 WL                      |
| 2     | Nigeria        | Osmond Ezinwa Olapade Adeniken Francis Obikwelu Davidson Ezinwa                                                                                       | 38,07                         |
| 3     | Großbritannien | Darren Braithwaite Darren Campbell Douglas Walker (Finale) Julian Golding im Halbfinale außerdem: Dwain Chambers im Vorlauf außerdem: Marlon Devonish | 38,14                         |
| 4     | Kuba           | Alfredo García-Baró Misael Ortíz Iván García Luis Alberto Pérez-Rionda                                                                                | 38,15                         |
| 5     | Ghana          | Abu Dua Eric Nkansah Aziz Zakari Emmanuel Tuffour | 38,26                         |
| 6     | Brasilien      | Vicente de Lima Claudinei da Silva Robson da Silva Édson Ribeiro                                                                                      | 38,48                         |
| 7     | Spanien        | Frutos Feo Venancio José Jordi Mayoral Carlos Berlanga                                                                                                | 38,72                         |
| DSQ   | Frankreich     | Emmanuel Bangué Frederic Krantz Gilles Quénéhervé (Finale) Stéphane Cali im Vorlauf/Halbfinale außerdem: Olivier Théophile                            | IAAF Rule 170.7 Wechselfehler |

## Video
- Men's 4x100m Relay Final - 1997 IAAF World Championships auf youtube.com, abgerufen am 13. Juni 2020